# Café Voisin
Le Café Voisin est un restaurant situé à l'angle des rues Saint-Honoré et Cambon aux Nos 261 et 16, dans le 1er arrondissement de Paris.

## Histoire
Le Café Voisin est ouvert en 1813 par M. Voisin,. Alfred Alexandre Bellenger, cousin germain de Jacques Voisin, en devient propriétaire et le développe.
Entre 1869 et 1872, César Ritz y travaille comme maître d'hôtel, apprenant l'essentiel de son métier auprès du propriétaire Alfred Alexandre Bellenger. 
Le Café Voisin accueille le Tout-Paris de la fin du Second Empire, notamment le prince de Galles, le général Boulanger, Adolphe Thiers, Mac Mahon, Jules Grévy, Léon Gambetta, Georges Clemenceau, Sarah Bernhardt, George Sand, les frères Goncourt, Théophile Gautier, Alexandre Dumas, La Païva ou bien Cora Pearl,.
Alors propriété de Bellenger, avec Alexandre Choron en tant que chef de cuisine, le Café Voisin reste célèbre pour ses plats à base d'éléphant : trompe d'éléphant à la sauce chasseur, éléphant bourguignon, provenant de la boucherie à l'angle de la rue Washington et du faubourg Saint-Honoré, qui avait débité les filets des éléphants Castor et sa sœur Pollux, de la ménagerie du Jardin des plantes, qu'il a servis au cours du siège de Paris de 1870 par les Prussiens.
Le menu, principalement composé des meilleurs morceaux des animaux du Jardin d'acclimatation, qu'il a proposé pour le réveillon de Noël 1870, : tête d'âne farcie, consommé d'éléphant, chameau rôti à l'anglaise, civet de kangourou, côtes d'ours rôties sauce poivrade, cuissot de loup, sauce chevreuil, chat flanqué de rats, terrine d'antilope aux truffes, est entré dans la légende. Les vins étaient un Mouton Rothschild 1846, un romanée-conti 1858 et un château Palmer 1864.
Il devient par la suite la propriété du Bordelais Marquessac.

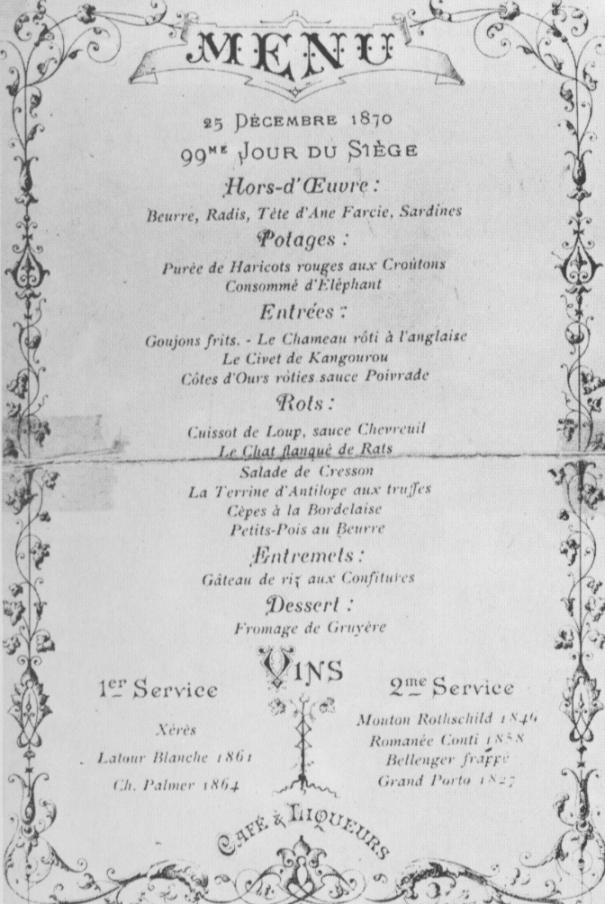
Menu Siège de Paris, 25 décembre 1870.
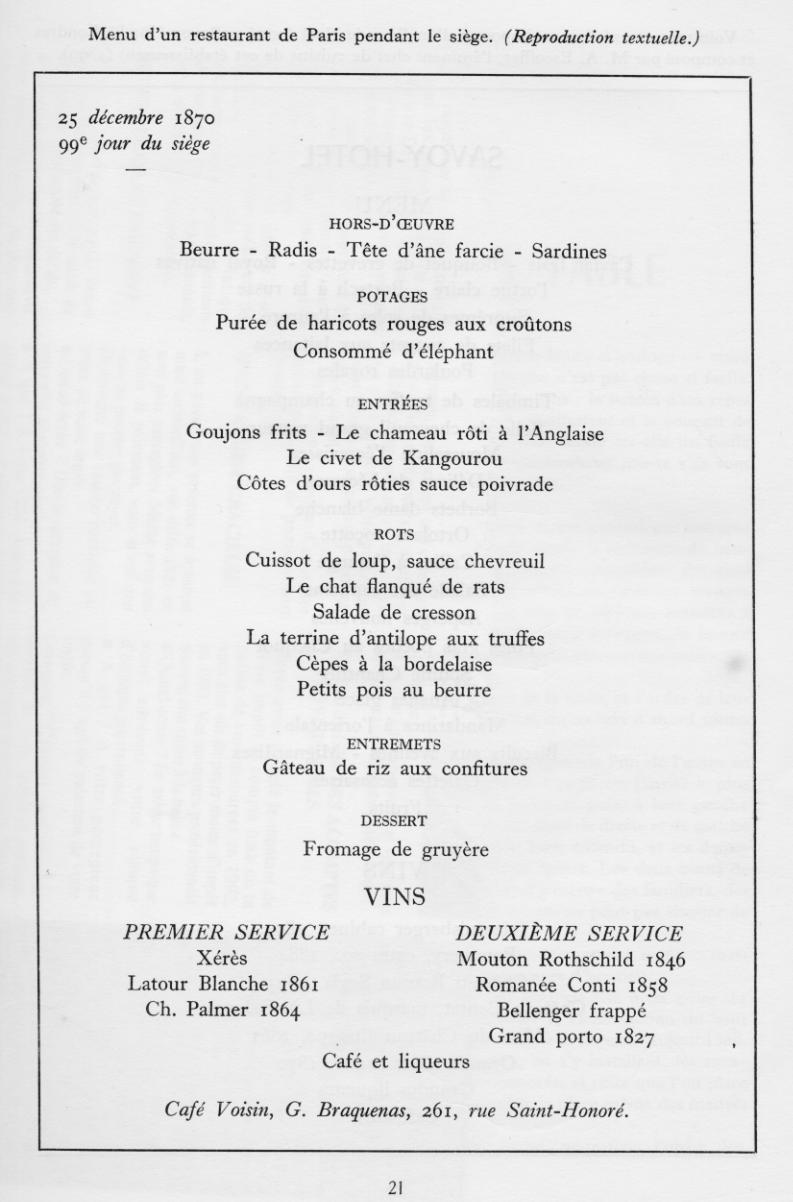
Menu Siège de Paris, 25 décembre 1870.
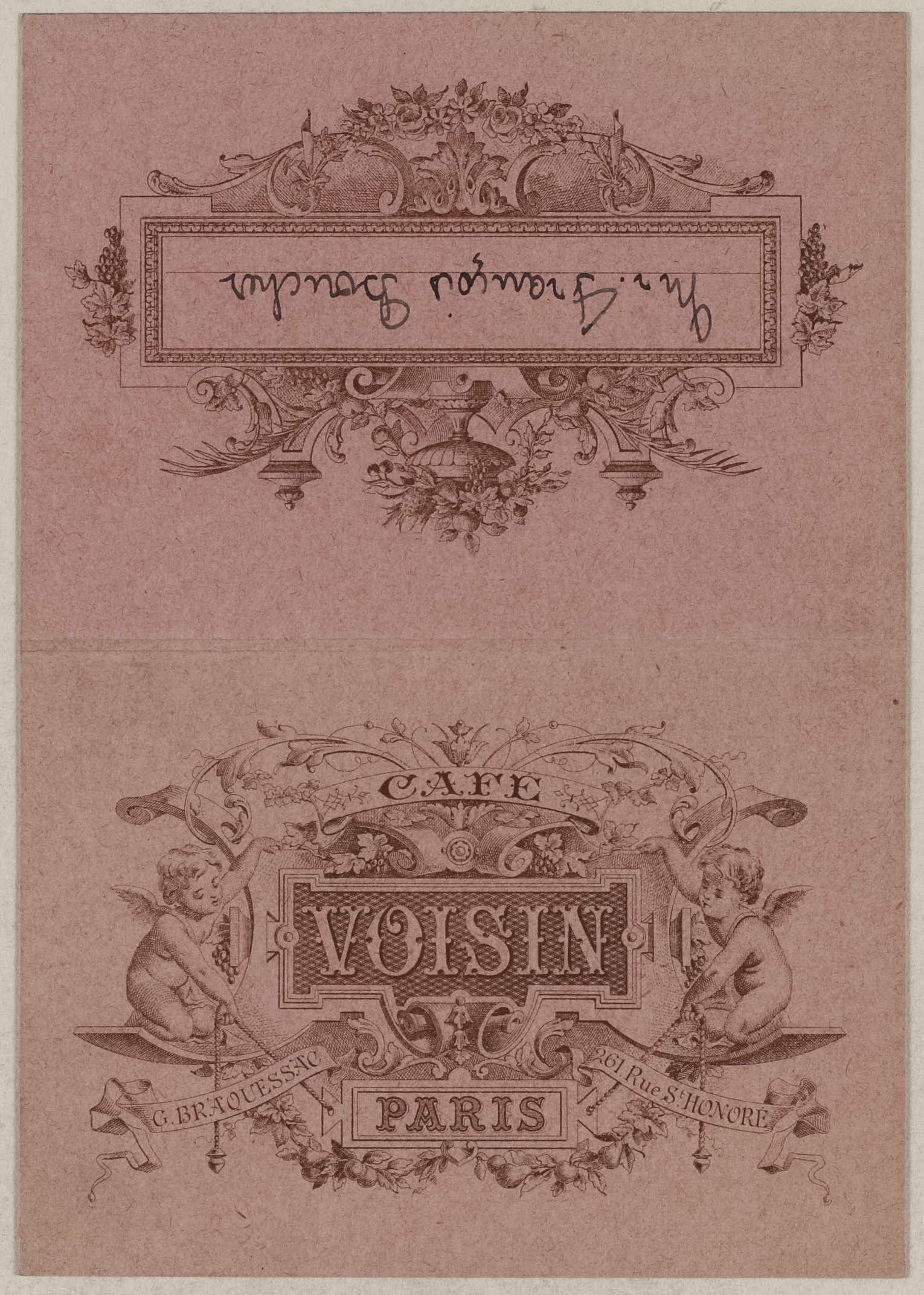
Menu Déjeuner du 10 mai 1930.
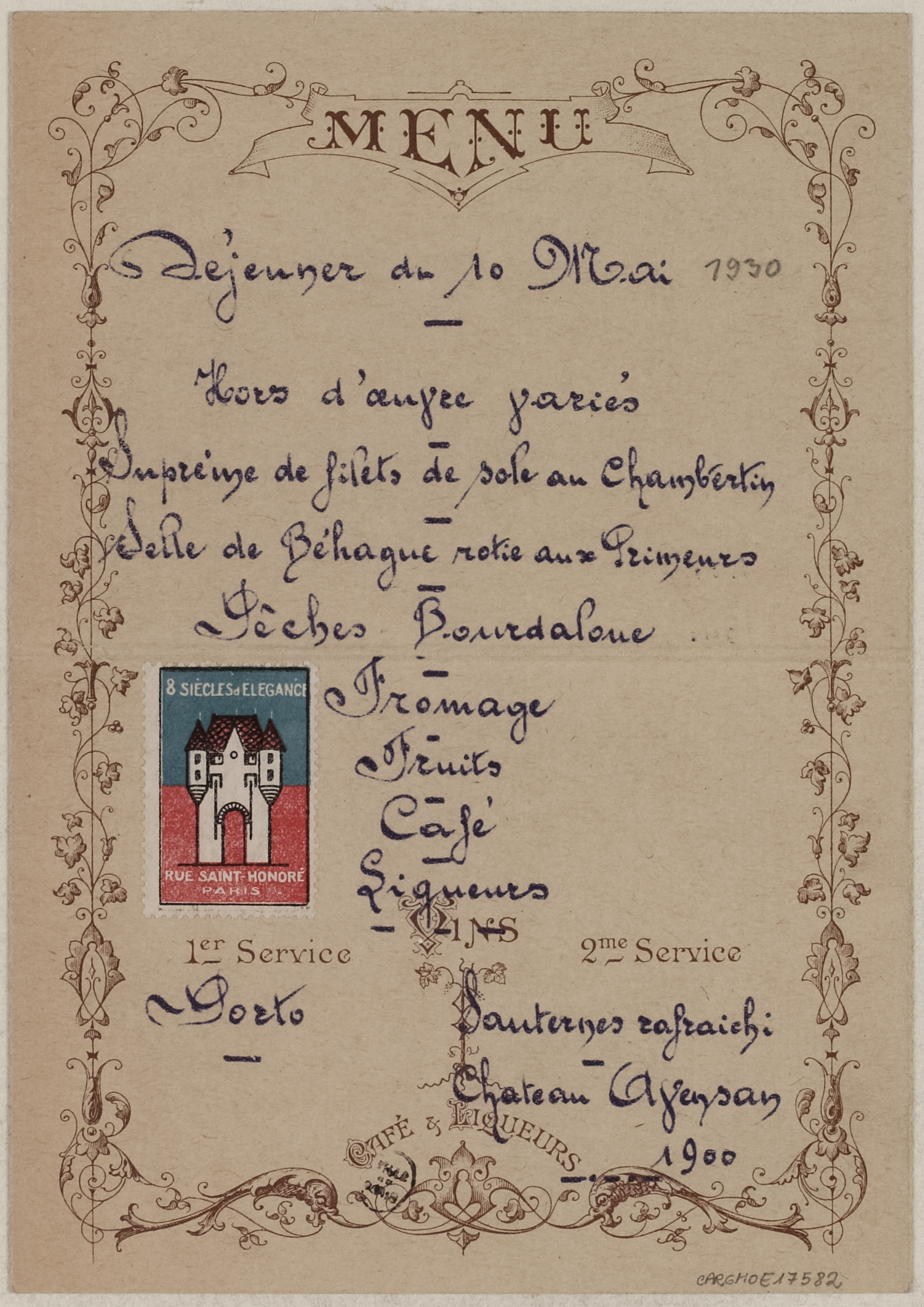
Menu Déjeuner du 10 mai 1930.